# Ansalonga
Ansalonga és un nucli de població del Principat d'Andorra situat a la parròquia d'Ordino, a 1.309 m d'altitud. Es troba a l'esquerra de la ribera d'Ordino, entre Sornàs i la Cortinada. L'any 2017 tenia 55 habitants. Un quilòmetre escàs més amunt de la carretera, oberta el 1944, fins al Serrat i ampliada més tard. Ambdues petites caseries, de cases velles amb balcons de fusta, van veure néixer a finals del segle passat al seu entorn, grups de nous xalets (Ansalonga és l'Insolalonga del 1176).
En aquest indret hi ha l'església de Sant Miquel d'Ansalonga, una petita capella amb campanar d'espadanya i un retaule dedicat a Sant Miquel Arcàngel.